# Coturnix
Coturnix je rod prepelica iz porodice fazanki. Sve su vrste male i imaju tijelo okruglog oblika. Kljunovi su im maleni i kratki.
Ovaj rod ima osam živućih vrsta. U 19. stoljeću vrsta Coturnix novaezelandiae je iskorijenjena. Fosilna vrsta iz kasnog oligocena i kasnog miocena jugozapadne i središnje Europe opisana je kao Coturnix gallica. Također, postoji još jedna vrsta, Coturnix donnezani, koja je živjela u Europi tijekom ranog pliocena i ranog pleistocena.

## Vrste
- Kineska prepelica, Coturnix chinensis
- Kišna prepelica, Coturnix coromandelica
- Obična prepelica, Coturnix coturnix
- †Coturnix gomerae (fosil)
- Japanska prepelica, Coturnix japonica
- †Coturnix novaezelandiae (izumrla)
- Coturnix pectoralis
- Coturnix ypsilophora
- Coturnix adansonii
- Coturnix delegorguei